# 神流中里中継局
神流中里中継局（かんななかざとちゅうけいきょく）は、群馬県多野郡神流町にあるテレビ中継局。

## 送信施設概要

### デジタル放送
| リモコンキーID | 放送局名 | チャンネル | 空中線電力 | ERP | 放送対象地域 | 放送区域内世帯数 |
| 非該当         |          |            |            |     |              |                  |

### アナログ放送
| 放送局名      | チャンネル | 空中線電力        | ERP              | 放送対象地域 | 放送区域内世帯数 |
| GTV群馬テレビ | 62ch       | 映像10W /音声2.5W | 映像44W /音声11W | 群馬県       | 不明             |

- 2011年7月24日をもってすべて廃止された。

## 置局住所
- 多野郡神流町大字魚尾字下小越